# Ceratopsion incrustans
Ceratopsion incrustans är en svampdjursart som först beskrevs av Burton 1932.  Ceratopsion incrustans ingår i släktet Ceratopsion och familjen Raspailiidae. Inga underarter finns listade i Catalogue of Life.